# Muchu Chhish
Muchu Chhish (también conocido como Batura V) es una montaña de 7.452 metros de altitud, situado en la sierra de Batura Muztagh del Karakórum en Pakistán. Localizado en una región muy remota e inaccesible, solo se han dado algunos intentos de alcanzar la cumbre, ninguno exitoso. Muchu Chhish es una de las montañas más altas del mundo que quedan sin escalar y es la más alta de todas aquellas carentes de límites debido a prohibiciones religiosas o políticas. La cumbre tiene una prominencia modesta, aumentando solo 263 metros por encima del más cercano pase montañoso. Uno de los glaciares más grandes fuera de las regiones polares, el glaciar Batura flanquea el Muchu Chhish por el norte.
Los intentos de subir al Muchu Chhish se han realizado por la ladera sur. Esta ladera fue escalada por una expedición polaca en 1983 utilizando cuerdas fijas mientras hacían el primer ascenso al Batura IV (7531 m s. n. m.), al oeste del Muchu Chhish. El intento más notable de escalada al Muchu Chhish fue por parte de una expedición española en 1999, la cual alcanzó los 6650 m s. n. m. en el lado sur.
En agosto de 2020, una expedición checa de 3 miembros, incluyendo al escalador Pavel Kořínek y el expolítico Pavel Bém, anunció que volarían hacia Pakistán para intentar para subir al Muchu Chhish.